# Cynoglossus gracilis
Cynoglossus gracilis és un peix teleosti de la família dels cinoglòssids i de l'ordre dels pleuronectiformes que es troba a les costes orientals d'Àsia, des del Mar de la Xina Meridional fins a Corea.